# NPO Zappelin Extra
NPO Zappelin Extra (tot 2014: Zappelin/Zapp 24, van 2014 tot 2018: NPO Zapp Xtra) was van 2009 tot 2021 een digitaal themakanaal van de NPO. Het zond 24 uur per dag, via de kabel en internet, herhalingen en uitzendingen van NPO Zapp en NPO Zappelin uit.

## Geschiedenis
Het themakanaal Z@ppelin 24 werd in 2009 opgericht als onderdeel van het digitale aanbod van Nederland 24. Tot 2011 werd het kanaal nog gedeeld met Familie 24, daarna werd dit opgevolgd door Z@pp 24. Net als op NPO 3 was NPO Zappelin voor kinderen tot 6 jaar en NPO Zapp voor kinderen van 6 tot 12 jaar. Op 10 maart 2014 is het kanaal hernoemd naar NPO Zapp Xtra. Wegens bezuinigingen bij de publieke omroep, deelde NPO Zapp Xtra van 1 augustus 2016 tot 24 december 2018 het kanaal met NPO 1 Extra, voorheen NPO Best. NPO Zapp Xtra zond uit van 4:00 uur tot 20:00 uur, NPO 1 Extra vulde de overige uren. Vanaf 25 december 2018 zond NPO Zapp Xtra weer 24 uur per dag uit en is de zender hernoemd naar NPO Zappelin Extra. Wegens verdere zenderwijzigingen verdween het kanaal per 15 december 2021.